# Rathaus Zehlendorf
Das Rathaus Zehlendorf befindet sich am Teltower Damm 18 im Berliner Ortsteil Zehlendorf des Bezirks Steglitz-Zehlendorf und wurde 1926 bis 1929 als Rathaus des seit der Eingemeindung im Jahr 1920 zu Groß-Berlin gehörenden damaligen Bezirks Zehlendorf errichtet. Das Bauwerk wurde nach Entwürfen von Eduard Jobst Siedler, der in einem vorausgegangenen Architektenwettbewerb im Jahr 1925 den ersten Preis erhielt, in einer eigenständigen Kombination aus Reformarchitektur und Neoklassizismus erbaut. Vorgabe im Architektenwettbewerb war es, im neuen Rathausbau Gedanken zeitgenössischen Bauens zum Ausdruck zu bringen und gleichzeitig eine Einfügung in die bestehende Nachbarbebauung zu erzielen.
Es gibt Planungen, das Rathaus nach einem siegreichen Wettbewerbsentwurf vom September 2021 durch umfassende Erweiterungsbauten zu ergänzen, die zudem eine Bibliothek, Gastronomie, eine Musikschule sowie eine Volkshochschule unterbringen sollen. Ob und in welcher Form diese umgesetzt werden, ist allerdings noch offen.